# Harm Sloots
Harm Sloots (Gasselte, 17 september 1921 - Rossum, 7 juni 2010) was een Nederlands politicus van de CHU.
Sloots was van 1939 tot 1946 volontair op de gemeentesecretarie van Borger. Van 1946 tot 1957 was hij hoofdcommies op de afdeling oudheidkunde en natuurbescherming van het ministerie van Onderwijs, Kunsten en Wetenschappen (OKW).
Per 1 september 1957 werd hij benoemd tot burgemeester van het Gelderse Rossum. Van 1 januari 1967 tot 1982 was hij burgemeester van Rozenburg.
Sloots was Ridder in de Orde van Oranje-Nassau en ereburger van Rozenburg. Zijn zoon Willem Sloots is Tweede Kamerlid geweest.